# كاميرون جيمس
كاميرون جيمس (بالإنجليزية: Cameron James)‏ (11 فبراير 1998 في المملكة المتحدة - ) هو لاعب كرة قدم بريطاني في مركزي الوسط والدفاع. لعب مع كولتشستر يونايتد.

## وصلات خارجية
- كاميرون جيمس على موقع قاعدة بيانات كرة القدم.إي يو (الإنجليزية)
- كاميرون جيمس على موقع Soccerbase.com (لاعب) (الإنجليزية)
- كاميرون جيمس على موقع Soccerway.com (الإنجليزية)